# Denny Kirkwood
Denny Lee Kirkwood (ur. 20 marca 1975 w Olympii) – amerykański aktor, brat bliźniak aktora Bryana Kirkwooda.
W 1999 pojawił się u boku Drew Barrymore i Michaela Vartana w niewielkiej roli w komedii Ten pierwszy raz (Never Been Kissed). Dwa lata później jako Jason Quinlin wystąpił w pięciu odcinkach serialu telewizyjnego Partnerki (The Huntress), a w 2002 wcielił się w jedną z głównych ról w krótkometrażowym dramacie Fine. w reżyserii Michaela Downinga.
Oprócz brata Bryana jeszcze dwoje rodzeństwa – siostrę Chandler oraz brata Ricky’ego.